# 池啟明
池啟明（1948年11月15日—）籍贯不详，中华民国法官。

## 生平
池啟明早年自國立臺灣大學法律學系获得學士学位。民国63年（1974年）参加特種考試司法官考試及格。民国83年（1994年），出任最高法院法官。民国96年（2007年），出任最高法院法官兼代理庭長。
2007年9月1日，中华民国总统陈水扁提名叶赛莺、林锡尧、池啟明、蔡清遊等8人为司法院大法官，送交立法院行使同意权。2007年9月21日，立法院对大法官被提名人叶赛莺、林锡尧、池啟明、蔡清遊进行全院质询审查。在回答无党籍立法委员李敖提出的一旦就任大法官后，敢不敢同当局对抗的问题时，只有池启明表示，若在释宪案上有违宪情形，他愿向外发表个人“浅见”，这被李敖认为和其他三位被提名人回避问题的回答“稍微”有点不一样。在回答中国国民党籍立法委员潘维刚有关总统陈水扁若径行宣布更改国号，是否违宪或违法的问题时，池啟明表示，若未经修宪径改国名，当然抵触宪法，是否构成违宪，应由大法官会议解释。2007年9月27日，立法院通过林锡尧、池啟明、李震山、蔡清遊四人为新任大法官，其余四位遭到否决。
　

## 著作
- 劉福聲、池啟明，限制上訴第三審範圍之研究，司法研究年報第十七輯第八篇（池啟明執筆刑事部分）[1]